# 圣巴泰勒米德塞希利耶讷
圣巴泰勒米-德塞希利耶讷（法語：Saint-Barthélemy-de-Séchilienne，法語發音：[sɛ̃ baʁtelemi də seʃiljɛn]，意为“塞希利耶讷的圣巴泰勒米”）是法国伊泽尔省的一个市镇，位于该省中南部偏东，属于格勒诺布尔区。

## 地理
圣巴泰勒米-德塞希利耶讷（45°2'39"N, 5°49'34"E）面积12.1 平方千米，位于法国奥弗涅-罗讷-阿尔卑斯大区伊泽尔省，该省份为法国东南部内陆省份，北起顺时针与安省、萨瓦省、上阿尔卑斯省、德龙省、阿尔代什省、卢瓦尔省和罗讷省。

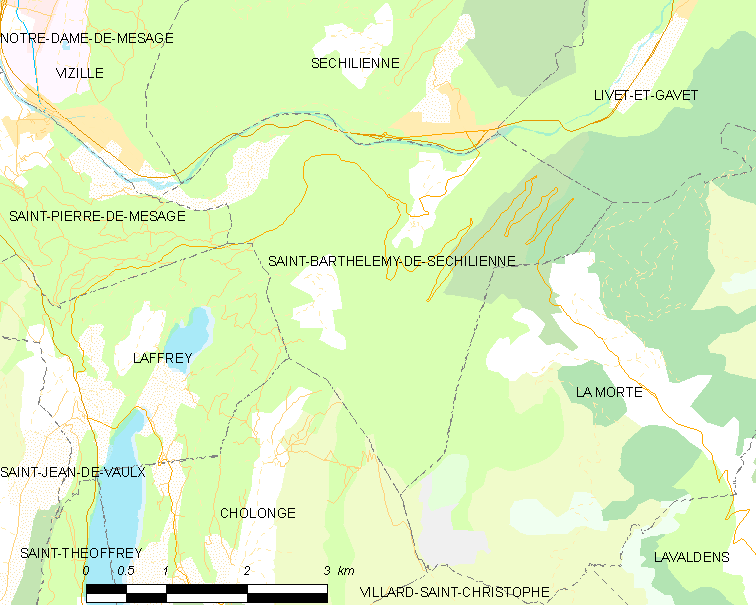
圣巴泰勒米-德塞希利耶讷的OSM定位图

与圣巴泰勒米-德塞希利耶讷接壤的市镇（或旧市镇、城区）包括：圣皮埃尔德梅萨日、塞希利耶讷、维济勒、绍隆日、拉夫雷、利韦和加韦、拉莫尔特。
圣巴泰勒米-德塞希利耶讷的时区为UTC+01:00、UTC+02:00（夏令时）。

## 行政
圣巴泰勒米-德塞希利耶讷的邮政编码为38220，INSEE市镇编码为38364。

## 政治
圣巴泰勒米-德塞希利耶讷所属的省级选区为瓦桑-罗曼什县。

## 人口
圣巴泰勒米-德塞希利耶讷于2022年1月1日时的人口数量为424人。

1962-2008年间圣巴泰勒米-德塞希利耶讷人口变化图示